# ショナイの話
『ショナイの話』は、2012年10月1日から2013年3月25日までテレビ朝日の『ネオバラ2』で放送されていたトークバラエティ番組。放送時間は毎週月曜 25時51分 - 26時21分（日本標準時）。
様々な分野のプロフェッショナルたちに、本番組内でしか聞けないような「ショナイの話」を伺っていたインタビュー番組である。

## インタビュアー
1. 2012年10月1日 - 10月22日：津田大介、秦佐和子（SKE48）、吉田敬（ブラックマヨネーズ）
2. 2012年10月29日 - 11月19日：大島麻衣、土屋伸之（ナイツ）、又吉直樹（ピース）
3. 2012年11月26日 - 12月24日：土田晃之、中川翔子、後藤輝基（フットボールアワー）
4. 2013年1月14日 - 2月4日：ケンドーコバヤシ、佐藤ありさ、高須光聖
5. 2013年2月11日 - 3月4日：中山秀征、西山茉希、ウド鈴木（キャイ〜ン）
6. 2013年3月18日 - 3月25日：吉田敬（ブラックマヨネーズ）、徳井義実（チュートリアル）

## スタッフ
- ナレーター：小野寺一歩
- 構成：そーたに、興津豪乃、村上洋賢
- カメラ：久世大輔
- 音声：田原裕太
- 美術デザイン：小山晃弘
- 美術進行：入江大介
- 照明：岡本勝彦
- 電飾：宮田智博
- 編集：竹内敏雅
- MA：松田直起
- 音効：栗田勇児
- CG：横井勝
- TK：村田理実
- 編成：寺田伸也、池田佐和子
- 宣伝：望野智美
- デスク：中川千波
- 協力：テレビ朝日クリエイト、スウィッシュ・ジャパン、IMAGICA、共立
- AD：寺尾康佑
- プロデューサー：橘昌余
- ディレクター：高山賢一、近藤大輔、蔵原聖二郎
- ゼネラルプロデューサー：加地倫三
- 演出・プロデューサー：藤城剛
- 製作著作：テレビ朝日

## ネット局と放送時間
| 放送対象地域 | 放送局             | 系列           | 放送日時                    | 放送開始日     | 遅れ日数 |
| ------------ | ------------------ | -------------- | --------------------------- | -------------- | -------- |
| 関東広域圏   | テレビ朝日 (EX)    | テレビ朝日系列 | 月曜 25時51分 - 26時21分    | 2012年10月1日  | 製作局   |
| 青森県       | 青森朝日放送 (ABA) | テレビ朝日系列 | 木曜 25時20分 - 25時50分    | 2012年10月18日 | 17日遅れ |
| 福岡県       | 九州朝日放送 (KBC) | テレビ朝日系列 | 水曜 25時50分 - 26時20分    | 2012年10月24日 | 37日遅れ |
| 山口県       | 山口朝日放送 (yab) | テレビ朝日系列 | 土曜 25時42分 - 26時12分    | 2012年10月27日 | 26日遅れ |
| 日本全域     | テレ朝チャンネル   | スカパー!      | 日曜 22時30分 - 23時00分 他 | 2012年11月4日  | 34日遅れ |